# Dirección General de Digitalización e Inteligencia Artificial
La Dirección General de Digitalización e Inteligencia Artificial (DGDIA) fue un órgano directivo del Gobierno de España, integrado en el Ministerio para la Transformación Digital y de la Función Pública, a través de la Secretaría de Estado de Digitalización e Inteligencia Artificial, que gestionó las políticas gubernamentales relacionadas con la inteligencia artificial y otras tecnologías, la transformación digital de la economía y la sociedad, así como asuntos de ciberseguridad.

## Historia
La Dirección General de Digitalización e Inteligencia Artificial es un órgano directivo creado en marzo de 2021, integrado en el Ministerio de Asuntos Económicos y Transformación Digital liderado por la vicepresidenta tercera, Nadia Calviño. Creado por el Real Decreto 147/2021, de 9 de marzo, el órgano se diseña para dar respuesta a la aceleración que la pandemia de COVID-19 ha supuesto en el proceso de digitalización de la economía y sociedad española. Así, dice el real decreto, este aumento en la velocidad del proceso requiere «un aumento de la acción del Estado en este ámbito y una aceleración de las políticas públicas para acompañar los profundos cambios que se están produciendo en los distintos sectores productivos». Además, se exceptúo que su titular tuviera que ser un funcionario de carrera con el objetivo de nombrar a alguien con experiencia en el sector privado de la inteligencia artificial y la digitalización, recayendo la responsabilidad en Ángel Luis Sánchez Aristi, un economista experto en el ámbito financiero.
Su estructura se diseñó mediante la adscripción de las cuatro subdirecciones generales que hasta entonces poseía la Secretaría de Estado de Digitalización e Inteligencia Artificial.
A finales de 2023, se transfirió, junto con su Secretaría de Estado, al nuevo Ministerio de Transformación Digital. Asimismo, si bien perdió algunas responsabilidades en materia de datos, en favor de la nueva Dirección General del Dato, asumió otras en materia de ciberseguridad.
Se suprimió por Real Decreto 1185/2024, de 28 de noviembre, repartiéndose sus funciones entre las direcciones generales de Ordenación de los Servicios de Digitalización y de Comunicación Audiovisual y de Inteligencia Artificial.

## Estructura y funciones
La Dirección General se estructuró en cuatro órganos directivos:
- La Subdirección General de Inteligencia Artificial y Tecnologías Habilitadoras Digitales,.
- La División de Economía Digital.
- La Subdirección General para la Sociedad Digital.
- La Subdirección General de Talento y Emprendimiento Digital.
- La Subdirección General de Ciberseguridad.

## Titulares
- Ángel Luis Sánchez Aristi (marzo-julio de 2021)[7][3]
- Laura Flores Iglesias. Interina entre el 14 de julio y el 8 de septiembre de 2021 como subdirectora general de Inteligencia Artificial y Tecnologías Habilitadores Digitales.[8]
- Salvador Estevan Martínez (2021-2024)[9]